# Auto-da-fé

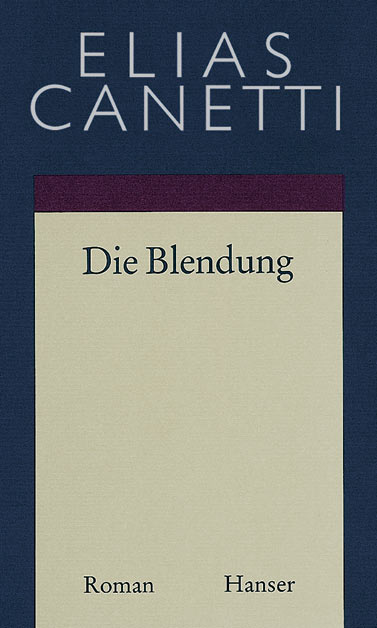
1ére de couverture du livre Auto-dá-fé

Auto-da-fé est l'unique roman de l'écrivain de langue allemande Elias Canetti, prix Nobel de littérature. Publié à Vienne en 1935 sous le titre Die Blendung (« l'aveuglement », ou « l'éblouissement »), il paraît une première fois en France en 1949 sous le titre La Tour de Babel, obtient le prix du Meilleur livre étranger, avant d'être à nouveau traduit et publié par Gallimard en 1968 sous le titre Auto-da-fé.
L'ouvrage a été immédiatement interdit dans l'Allemagne nazie, assimilé à l'art dégénéré.

## Résumé
Ce roman raconte principalement les déboires d’un savant sinologue, Peter Kien, dont la vie est consacrée à l’étude et qui ne connaît que la passion des livres. Son appartement est une immense bibliothèque composée de 25 000 volumes. Kien ne peut sortir de chez lui sans emporter quelques livres. Il ne sort qu'une heure par jour, le matin. Il est considéré comme un spécialiste mondial, même s’il refuse de participer au moindre colloque. Il vit satisfait, jusqu’à son mariage avec sa servante, Thérèse, qui se révèle être une personne abjecte, prête à tout pour de l’argent, même à vendre les livres de son époux lorsqu’elle sera parvenue à le chasser de chez lui.
Il y a aussi Fischerle, un nain escroc, passionné du jeu d’échecs, qui va prendre Kien sous sa protection pour mieux le voler, et encore Benedikt Pfaff, le concierge, un ancien policier dont la violence est le seul mode d’expression.

## Éditions en français
- La Tour de Babel, trad. de Paule Arhex, Grenoble, B. Arthaud, 1949.
- Auto-da-fé, trad. revue par Paule Arhex, coll. « Du monde entier », Paris, Gallimard, 1968 ; rééd. coll. « L'Imaginaire », 616 pages.